# Robert G. Bednarik

Robert G. Bednarik

Robert G. Bednarik (geboren am 6. April 1944 in Wien) ist ein australischer Prähistoriker und kognitiver Archäologe. 
Robert Bednarik kam 1967 von Österreich nach Australien. Bednarik, der sich selbst als Autodidakt versteht, ist Experte auf dem Gebiet der Forschung zur Felskunst und der portablen Kunst des Eiszeitalters. Er beschäftigt sich mit experimenteller Archäologie und ist Herausgeber von vier wissenschaftlichen Zeitschriften. Er hat nach eigenen Angaben seit 1965 mehr als 1300 Artikel zu wissenschaftlichen Themen publiziert. Ebenfalls nach eigenen Angaben ist er Professor am International Centre of Rock Art Dating (ICRAD) an der Hebei Normal University in Shijiazhuang (Volksrepublik China).
Bednariks hauptsächliches Forschungsinteresse besteht in der Frage nach der Entstehung der menschlichen Fähigkeit, sich ein Bild von der Welt zu machen. Somit rückt er die Rekonstruktion der Anfänge von Kunst, Sprache und ebenso von technologischen Fähigkeiten in den Vordergrund seiner Forschungen.

## Veröffentlichungen (Auswahl)
Bücher
- Rock art science. The scientific study of palaeoart (= IFRAO. 1). Brepols, Turnhout 2001, ISBN 2-503-99124-6.
- The human condition. Springer New York, New York NY 2011, ISBN 978-1-4419-9352-6.
- Creating the human past. An epistemology of Pleistocene archaeology. Archaeopress, Oxford 2013, ISBN 978-1-905739-63-9.
- als Herausgeber: The psychology of human behavior. Nova Science Publishers, New York NY 2013, ISBN 978-1-62257-901-3 (darin S. 1–58: The origins of modern human behavior.).
- The first mariners. Research India Press, New Delhi 2014, ISBN 978-93-5171-007-3.

Artikel
- On the cognitive development of hominids. In: Man and Environment. Bd. 15, Nr. 2, 1990, S. 1–7.
- Palaeoart and archaeological myths. In: Cambridge Archaeological Journal. Bd. 2, Nr. 1, 1992, S. 27–43, doi:10.1017/S0959774300000457.
- Concept-mediated marking in the Lower Palaeolithic. In: Current Anthropology. Bd. 36, Nr. 4, 1995, S. 605–634, JSTOR:2744248.
- The ‚australopithecine‘ cobble from Makapansgat, South Africa. In: South African Archaeological Bulletin. Bd. 53, Nr. 167, 1998, S. 4–8, doi:10.2307/3889256.
- The dating of rock art: a critique. In: Journal of Archaeological Science. Bd. 29, Nr. 11, 2002, S. 1213–1233, doi:10.1006/jasc.2001.0711.
- The oldest surviving rock art: a taphonomic review. In: Origini. Rivista di preistoria e protostoria delle civiltà antiche. Bd. 24, 2002, S. 335–349.
- The earliest evidence of palaeoart. In: Rock Art Research. Bd. 20, Nr. 2, 2003, S. 89–135.
- Children as Pleistocene artists. In: Rock Art Research. Bd. 25, Nr. 2, 2008, S. 173–182.
- The domestication of humans. In: Anthropologie. International Journal of Human Diversity and Evolution. Bd. 46, Nr. 1, 2008, S. 1–17.
- The mythical Moderns. In: Journal of World Prehistory. Bd. 21, Nr. 2, 2008, S. 85–102, doi:10.1007/s10963-008-9009-8.
- An aetiology of hominin behaviour. In: HOMO. Journal of Comparative Human Biology. Bd. 63, 2012, S. 319–335, doi:10.1016/j.jchb.2012.07.004.
- The tribology of cupules. In: Geological Magazine. Bd. 152, Nr. 4, 2015, S. 758–765, doi:10.1017/S0016756815000060.